# Oedopeza setigera
Oedopeza setigera är en skalbaggsart som först beskrevs av Bates 1864. Oedopeza setigera ingår i släktet Oedopeza och familjen långhorningar.
Artens utbredningsområde är:
- Costa Rica.
- Guyana.
- Nicaragua.
- Panama.
- Surinam.
- Venezuela.

Inga underarter finns listade i Catalogue of Life.